# 크래킹 (화학)

크래킹(cracking)은 고분자 유기 화합물의 분자를 탄소와 탄소 사이의 결합을 끊음으로서 작은 분자로 만드는 공정을 말한다.
보통 석유의 원유를 열분해 혹은 접촉 분해를 써서 휘발유 등의 경질 석유로 만드는 데 쓴다.